# イェジー・マクシミウク
イェジー・ヤン・マクシミウク（ポーランド語: Jerzy Jan Maksymiuk, 1936年4月9日 - ）は、ポーランドの指揮者。

## 経歴
グロードナ（現ベラルーシ領のフロドナ）に生まれ、ワルシャワ音楽院でヴァイオリンとピアノ・指揮・作曲を学ぶが、やがて指揮が本職となり、ワルシャワ大劇場に勤める間に、ポーランド室内管弦楽団を結成する。1977年に同楽団を率いてイギリスにデビューし、その後も世界中で演奏活動を続けている。1975年から1977年までカトヴィツェ・ポーランド放送国立交響楽団の首席指揮者を務めた。
1983年から1993年までBBCスコティッシュ交響楽団の首席指揮者を務め（現在は桂冠指揮者）、ロンドン・プロムスの毎シーズンに出演した。同楽団とは数々の海外公演も行う。英国では、BBCウェールズ・ナショナル管弦楽団やBBCフィルハーモニック、バーミンガム市交響楽団、フィルハーモニア管弦楽団にも客演した。ほかにも欧米やオーストラリア、イスラエル、日本でも数多くのオーケストラを指揮してきた。
1990年4月にストラスクライド大学文学部より名誉博士号を授与される。